# Chiesa di San Francesco (Antigua)
La chiesa di San Francesco (in spagnolo iglesia de San Francisco) è una chiesa dedicata a san Francesco situata ad Antigua.
In questa chiesa si trova la tomba del missionario spagnolo Pedro de San José de Bethencourt, fondatore dell'Ordine dei Fratelli di Betlemme e santo della Chiesa cattolica.

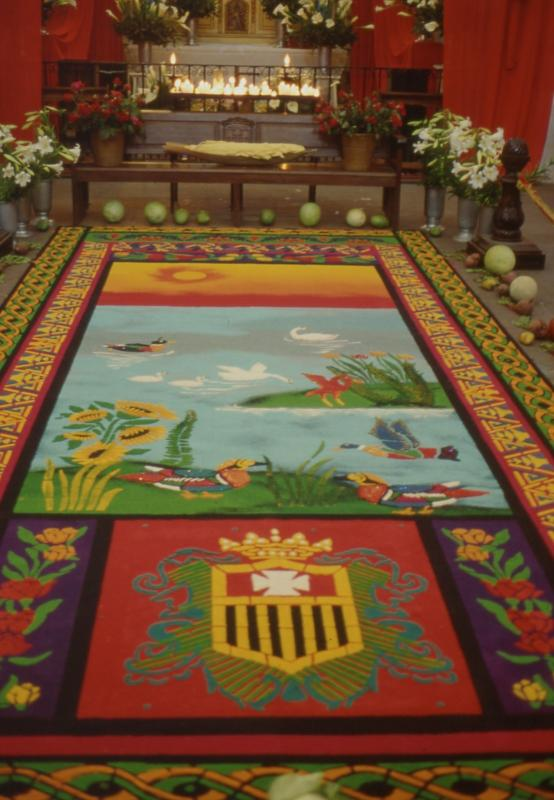
Decorazioni

## Galleria d'immagini

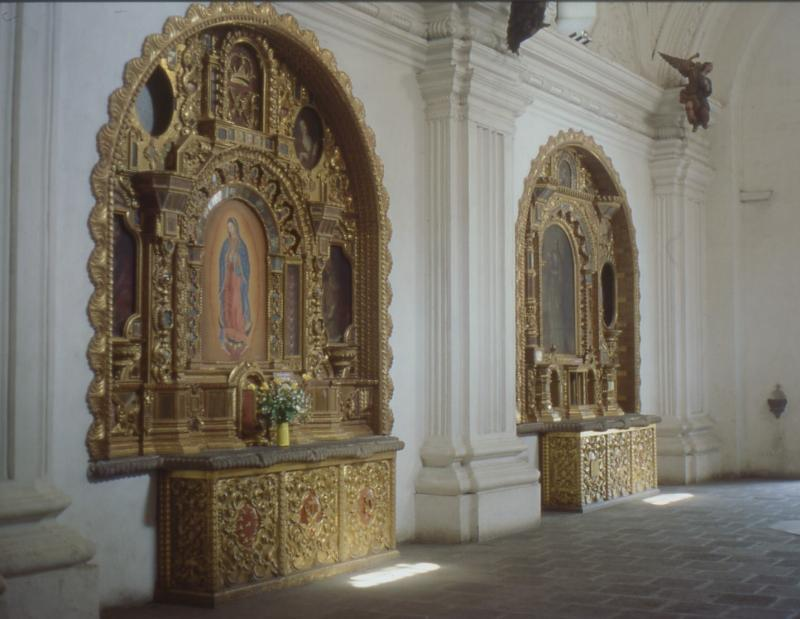
Ingresso
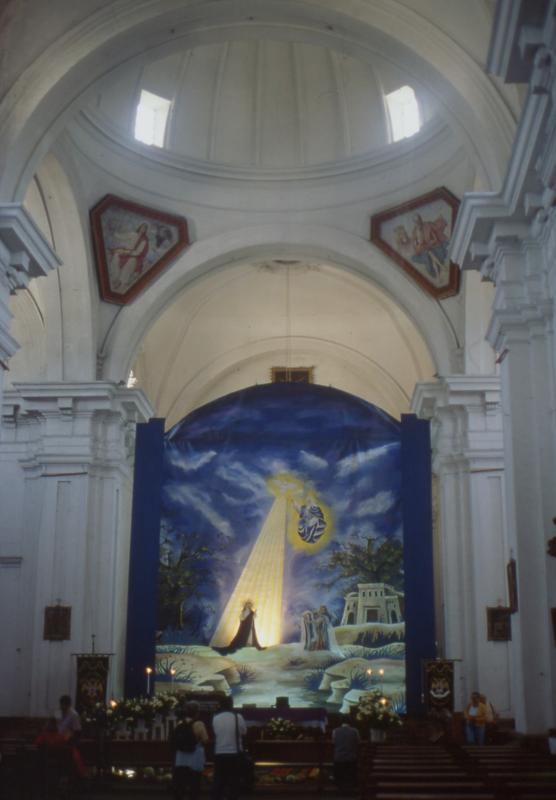
Altare
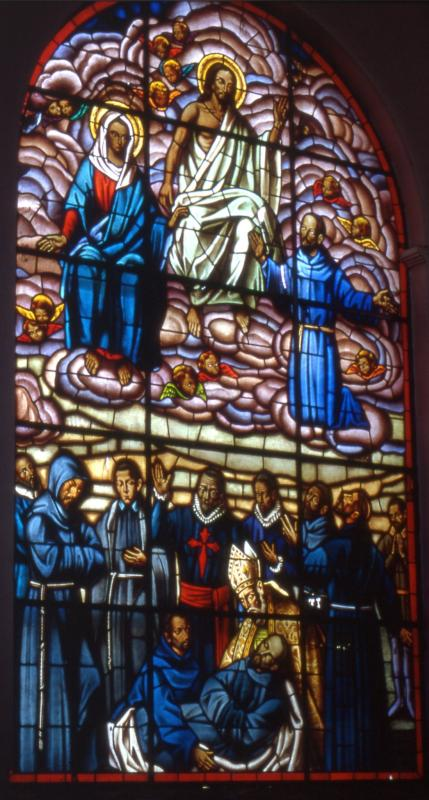
Vetrata
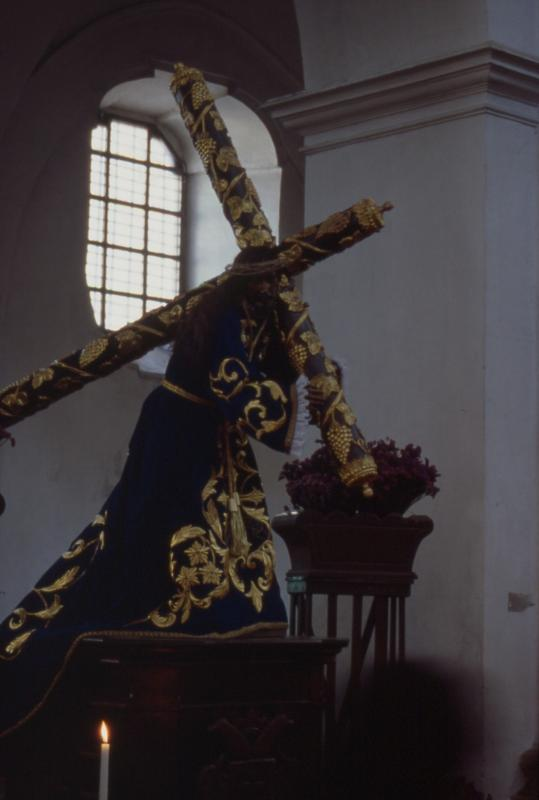
Crocifisso